# Großerlach

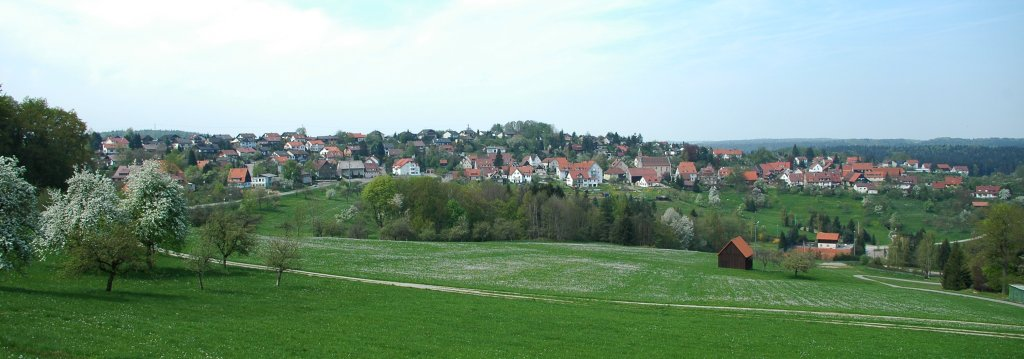
Großerlach

Großerlach – miejscowość i gmina w Niemczech, w kraju związkowym Badenia-Wirtembergia, w rejencji Stuttgart, w regionie Stuttgart, w powiecie Rems-Murr, wchodzi w skład związku gmin Sulzbach. Leży ok. 30 km na północny wschód od Waiblingen, przy drodze krajowej B14, w Lesie Szwabsko-Frankońskim.

## Demografia
| Rok  | Ludność |
| ---- | ------- |
| 1824 | 1 163   |
| 1835 | 1 343   |
| 1904 | 959     |
| 2005 | 2 606   |